# Cyathea lisyae
Cyathea lisyae är en ormbunkeart som beskrevs av Janssen och Rakotondr. Cyathea lisyae ingår i släktet Cyathea och familjen Cyatheaceae. Inga underarter finns listade.